# روبن داریو ارناندس
روبن داریو ارناندس (اسپانیایی: Rubén Darío Hernández‎؛ زادهٔ ۱۹ فوریهٔ ۱۹۶۵) بازیکن فوتبال اهل کلمبیا بود.
از باشگاه‌هایی که در آن بازی کرده‌است می‌توان به باشگاه فوتبال دپورتیوو پریرا، باشگاه فوتبال سانتا فه، و باشگاه فوتبال نیویورک رد بولز اشاره کرد.
وی همچنین در تیم ملی فوتبال کلمبیا بازی کرده‌است.